# Revoluția Mexicană
Revoluția Mexicană (în spaniolă Revolución Mexicana) din 1910-1917 (uneori data de sfârșit este considerată a fi 1920) este o perioadă din istoria Mexicului în care a avut loc un război civil în această țară. A început ca o revoltă împotriva dictaturii lui Porfirio Díaz și s-a încheiat cu adoptarea unei noi constituții. Pierderile în rândul populației din timpul războiului civil, potrivit diferitelor surse, variază de la 500 de mii la 2 milioane de oameni, în condițiile în care populația țării în 1910 era de 15 milioane de oameni.
Istoricii au împărțit această perioadă în patru etape. Prima etapă (noiembrie 1910 - mai 1911) a constat în răsturnarea dictaturii lui Porfirio Diaz. Proprietarii liberali și antreprenorii, muncitorii și țăranii au acționat ca un front unit sub conducerea politică a liderilor democratici liberali. În a doua etapă a revoluției (mai 1911 - februarie 1913), democrații liberali au fost la putere, dar lipsa de unitate între forțele revoluționare a dus la o lovitură contrarevoluționară. A treia etapă (februarie 1913 - iulie 1914) a constat în restabilirea regimului constituțional. Revoluționarii au acționat din nou ca un front unit, în timp ce rolul maselor țărănești a crescut.
Războiul civil dintre țărănimea revoluționară și liberalii moderați (iulie 1914 - februarie 1917) a fost ultima -a patra etapă- a revoluției. Aripa moderată a revoluționarilor a câștigat, dar masele largi au jucat un rol decisiv în revoluție, influențând dezvoltarea ulterioară a țării.